# Institut Ramon Llull

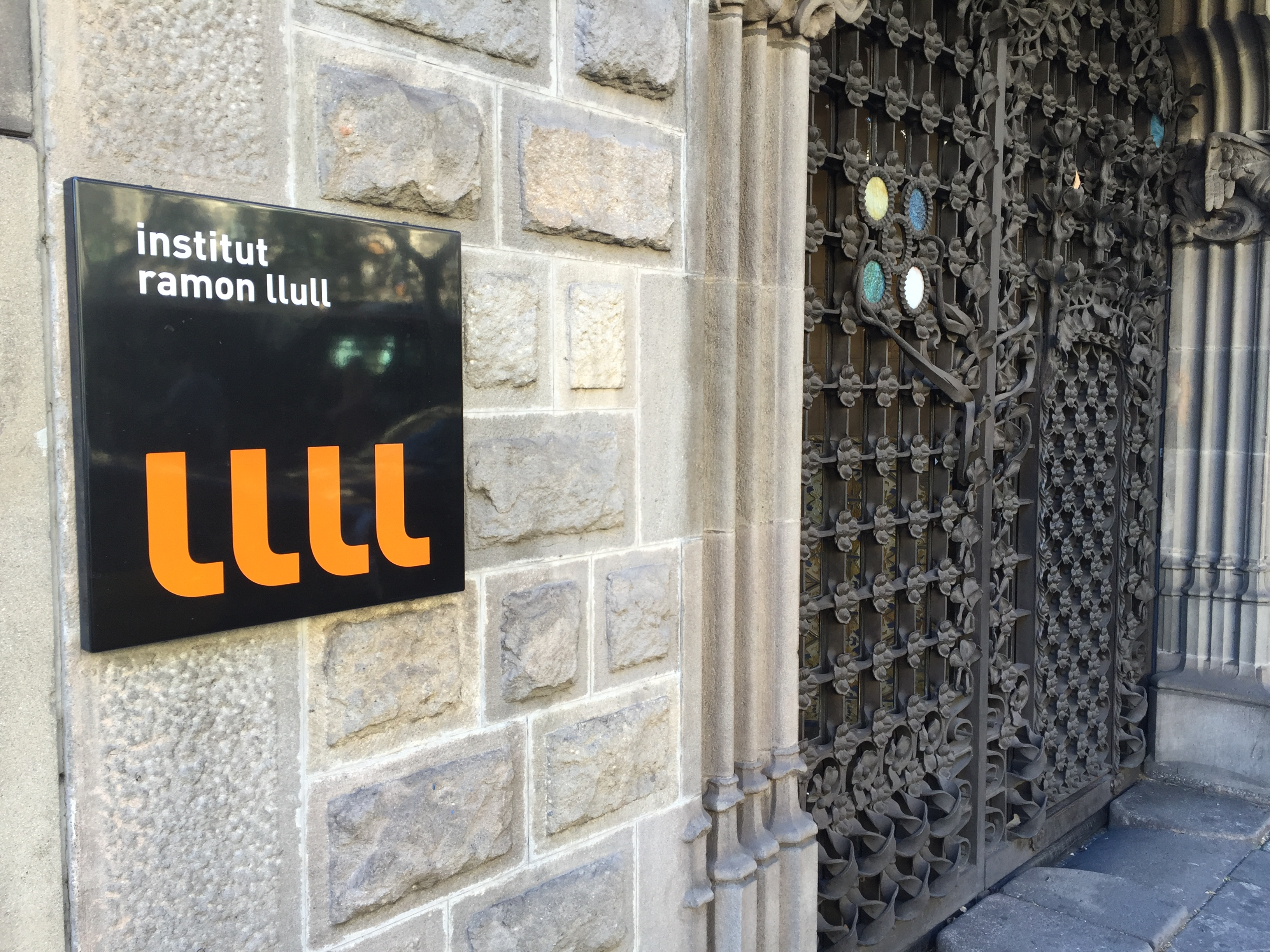
Hoofdzetel van het Institut Ramon Llull in Barcelona

Het Institut Ramon Llull is een organisatie die in 2002 werd opgericht door de regionale regeringen van Catalonië en de Balearen om "de Catalaanse taal en cultuur internationaal te promoten" en bevindt zich in Barcelona. Het instituut maakt deel uit van de Fundació Ramon Llull, een stichting met haar hoofdkantoor in Andorra. De naam is een eerbetoon aan de schrijver en filosoof Ramon Llull (1236-1315), een van de eerste schrijvers die het Latijn opgaf en in de volkstaal schreef.

## Doelstelling
Het Institut Ramon Llull heeft als doelstelling de bevordering van de Catalaanse taal en cultuur. Om aan deze doelstelling te voldoen, houdt het instituut zich met het volgende bezig:
- De promotie van onderwijs van het Catalaans aan universiteiten en ander hoger onderwijs, om zo de studie en het onderzoek betreffende de Catalaanse taal en cultuur ook buiten haar taalkundig gebied te vergroten.
- De promotie van onderwijs van het Catalaans voor algemeen publiek buiten het taalkundig gebied.
- De verspreiding van de kennis van de Catalaanse literatuur door middel van promotie en ondersteuning van vertalingen.
- De verspreiding van het Catalaanse gedachtegoed en onderzoek door middel van promotie en ondersteuning van vertalingen en de organisatie van seminars en uitwisselingen en andere promoties op internationaal academisch, intellectueel en wetenschappelijk vlak.
- De promotie en ondersteuning van Catalaanse verenigingen in het buitenland.
- De promotie van betrekkingen, projecten en initiatieven in samenwerking met instanties en organisaties die de Catalaanse cultuur verspreiden, binnen en buiten het taalkundig gebied en in het bijzonder met homologe instituten uit andere landen of culturen.

## Voorzitter
- Joan Maria Pujals i Vallvé (2002 - 2004)
- Xavier Folch i Recasens (2004 - maart 2006)
- Emili Manzano i Mulet (maart 2006 - 13 december 2006)
- Josep Bargalló i Valls (13 december 2006 - 31 januari 2011)
- Vicenç Villatoro i Lamolla (31 januari 2011 - 2013)
- Àlex Susanna i Nadal (2013-2016)[3]
- Manel Forcano (2016-2018)
- Iolanda Batallé (2018-)[4]